# Ніколае Лупеску
Ніколае Лупеску (рум. Nicolae Lupescu, 17 грудня 1940, Бухарест — 6 вересня 2017, Бухарест) — румунський футболіст, що грав на позиції захисника.
Виступав, зокрема, за клуби «Рапід» (Бухарест), з яким став чемпіоном і володарем Кубка Румунії, та «Адміра-Ваккер», а також національну збірну Румунії, у складі якої був учасником чемпіонату світу 1970 року..

## Клубна кар'єра
Вихованець клубу «Флакера Рошиє» з рідного міста Бухарест. У дорослому футболі дебютував 1961 року виступами за іншу столичну команду «Олімпія» (Бухарест), в якій провів один сезон у другому дивізіоні країни.
Своєю грою за цю команду привернув увагу представників тренерського штабу клубу «Рапід» (Бухарест), до складу якого приєднався 1962 року. Там він дебютував у вищому дивізіоні 16 вересня 1962 року в поєдинку проти клубу «Фарул» (4:2), а з сезону 1964/65 став основним гравцем клубу. Загалом відіграв за бухарестську команду десять сезонів своєї ігрової кар'єри, провів 234 матчі в чемпіонаті, в яких забив 8 разів. Також провів за клуб 14 ігор у єврокубках.
1972 року перейшов до австрійського клубу «Адміра-Ваккер», за який відіграв 5 сезонів. Граючи у складі «Адміри-Ваккер» також здебільшого виходив на поле в основному складі команди. Завершив професійну кар'єру футболіста виступами за команду «Адміра-Ваккер» у 1977 році.

## Виступи за збірну
17 червня 1964 року дебютував в офіційних іграх у складі національної збірної Румунії в матчі проти Югославії (2:1).
У складі збірної був учасником чемпіонату світу 1970 року у Мексиці, на якому він провів усі три матчі — проти Англії, Чехословаччини та Бразилії, але команда не подолала груповий етап.
Загалом протягом кар'єри у національній команді, яка тривала 9 років, провів у її формі 21 матч, забивши 2 голи.

## Тренерська кар'єра
Після закінчення ігрової кар'єри Лупеску повернувся до Румунії восени 1977 року і спочатку тренував команду «Меканіка Фіне» (Бухарест), з якою в 1979 році вийшов в Дивізіон Б. Він також тренував цей клуб у сезонах 1980/81 та 1984/85, попрацювавши між цими періодами з клубами «Рапід» (Бухарест) у сезоні 1979/80, «Шоїмії» (Сібіу) у сезоні 1981/82 та «Глорія» (Бузеу) у 1982—1984 роках. У сезоні 1985/86 він знову був головним тренером «Рапіда» (Бухарест) у Дивізіоні А.

## Титули і досягнення
- Чемпіон Румунії (1):

«Рапід» (Бухарест): 1966–67
- Володар Кубка Румунії (1):

«Рапід» (Бухарест): 1971–72

## Особисте життя
Син, Йоан Лупеску, також став футболістом і виступав за збірну Румунії.
25 березня 2008 року за участь у чемпіонаті світу 1970 року Ніколае Лупеску був нагороджений медаллю за Спортивні заслуги III класу.
Помер 6 вересня 2017 року на 77-му році життя у місті Бухарест.